# Oliver Twist
Oliver Twist (celým anglickým názvem Oliver Twist; or, The Parish Boy's Progress) je druhý román anglického spisovatele Charlese Dickense. Kniha původně vycházela mezi lety 1837 a 1839 jako román na pokračování, v roce 1838 byla vydána nakladatelstvím Chapman & Hall.
Román vypráví o sirotku Oliveru Twistovi, který se rozhodne uprchnout z nelidských podmínek venkovského chudobince do Londýna. Zde se dostává do gangu mladých zlodějů vedených prohnaným Faginem. Avšak i z tohoto prostředí se mu podaří dostat pryč, vlivem šťastných okolností se dokonce shledá se svou vlastní rodinou.
Oliver Twist se stal jedním z nejslavnějších společenských románů všech dob a do značné míry ovlivnil budoucí tvorbu samotného Dickense. Byl také několikrát zfilmován. Jednou z posledních adaptací je verze režiséra Romana Polanského z roku 2005, mezi nejlepší filmová zpracování patří film z roku 1948 režiséra Davida Leana s Alecem Guinnessem v roli Fagina. Populární je rovněž britský muzikál Oliver! (později zfilmovaný do oscarového stejnojmenného snímku z roku 1968) či Disneyho animovaný film Oliver a přátelé (1988).

## Děj
Oliverovi při jeho narození v místním chudobinci/sirotčinci umírá matka, poněvadž není nikdo, kdo by se dítěte ujal, zůstává i nadále jeho „zajatcem“; jméno mu tehdy určila obec. Sirotek Oliver vyrůstá v chudobinci pod vládou krutého a nelidského pana Bumbla, kde je všem na obtíž a bylo by lepší, kdyby raději umřel.

Děti v sirotčinci trpí podvýživou, a tak jednoho dne Oliver požádá o jídlo navíc, což nakonec vede k jeho vyhazovu ze sirotčince. Má ale štěstí, protože si jej k sobě jako učedníka vezme pan Sowerberry, který vlastní pohřební ústav. Oliver se panu Sowerberrymu velmi zamlouvá; bohužel vše narušuje Sowerberryho manželka, která naopak Olivera nenávidí a snaží se ho vypudit. Ale i bez přičinění manželky pana Sowerberryho se zde Oliverovi vůbec nelíbí a pokouší se o útěk. Ten se mu posléze přece jen podaří.

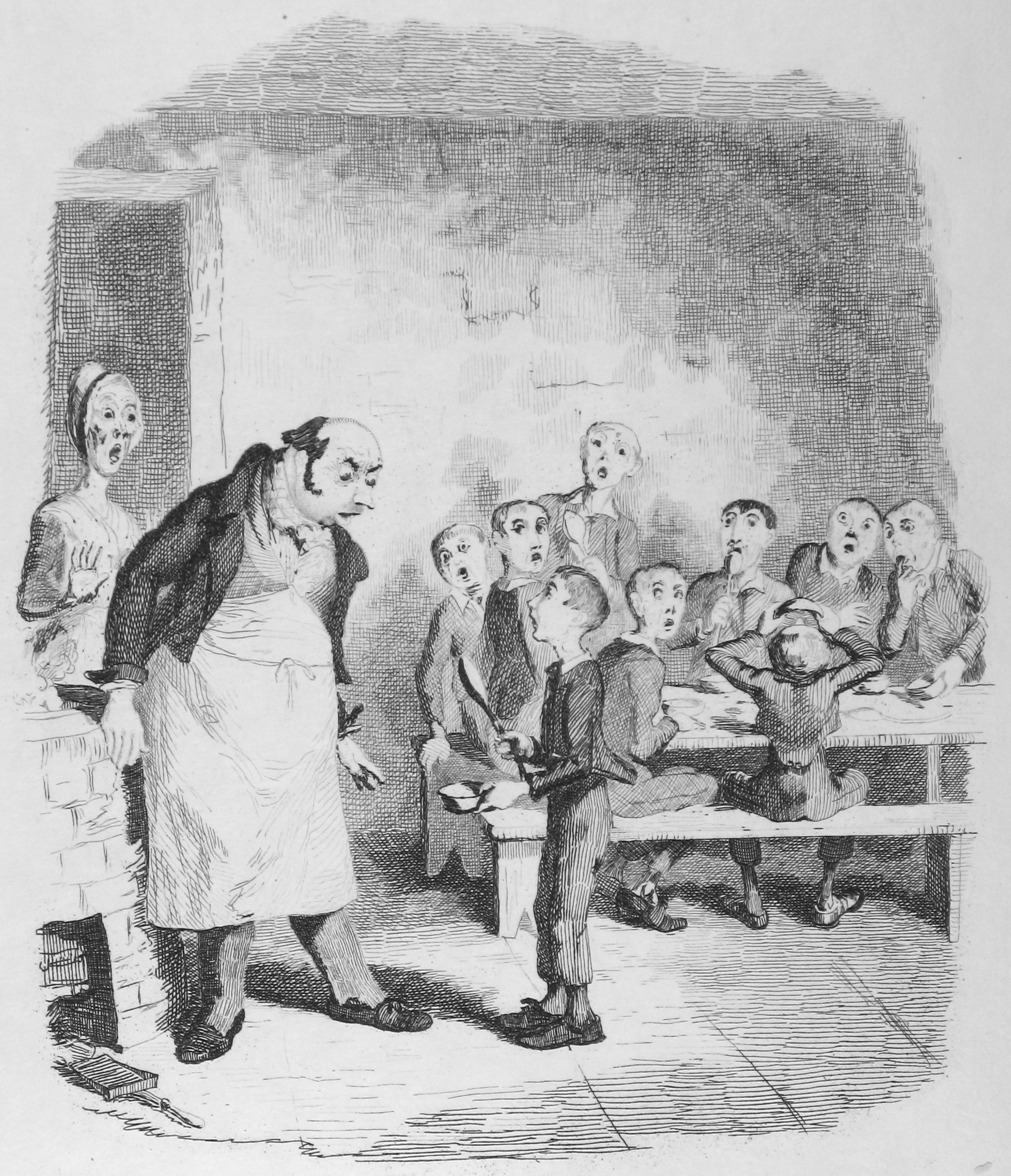
„Prosím, pane, já bych chtěl ještě trochu,“ Oliver žádá o jídlo navíc.

Oliver se útěkem od pana Sowerberryho dostává do Londýna, kde se připojí k bandě mladých zlodějíčků, kterou vede starý a prohnaný Žid Fagin. Ten zlodějíčkům poskytuje za protislužby přístřeší, jídlo a rady, jak koho okrást. Mezi zloději v bandě vyniká John Dawkins, kterému nikdo neřekne jinak než Ferina Lišák. Právě on se stane Oliverovým učitelem, alespoň pokud jde o krádeže. Nacházejí se tu i lupič Bill Sikes se svou společnicí Nancy, která Billa miluje a nedokáže kvůli němu opustit bandu starého Fagina. Zde Oliver nějakou dobu pobude; je mu jedno, co činí, hlavní je, že má střechu nad hlavou, jídlo a místo, kam se k večeru vrátit.
 
Při jedné z krádeží je však Oliver náhle chycen za zločin, který nespáchal, a musí k soudu. Naštěstí ho před rozsudkem soudce zachrání dobrotivý starý pan Brownlow, který Oliverovi poskytne nový domov. I přesto chce pan Brownlow zjistit Oliverovu oddanost a posílá jej s knihami. Osud Oliverovi skutečně nepřeje a potkává svou starou bandu zlodějíčků od starého Žida, kteří ho unesou zpět; za žádnou cenu se totiž obětního beránka, jako je Oliver, nechtějí vzdát. Zejména když se v bandě nachází i Edward Leeford alias Monks. Jde o Oliverova nevlastního bratra, jehož hlavním zájmem je se Olivera zbavit, aby mohl dědit po Oliverově otci; jako nevlastní syn by v případě živého Olivera dostal pouze část, možná vůbec nic. (Oliver o ničem z toho pochopitelně nic neví.)
Oliverovi nezbývá, než se nechat unést proudem. Bohužel se stane, že je při krádeži v domě Maylieových vážně postřelen. Olivera tehdy potká další štěstí: paní Maylieová se postřeleného Olivera ujímá – alespoň do chvíle, než se plně uzdraví. Stará se o něj její společnice Róza Maylieová, dívka, kterou paní Maylieová adoptovala.

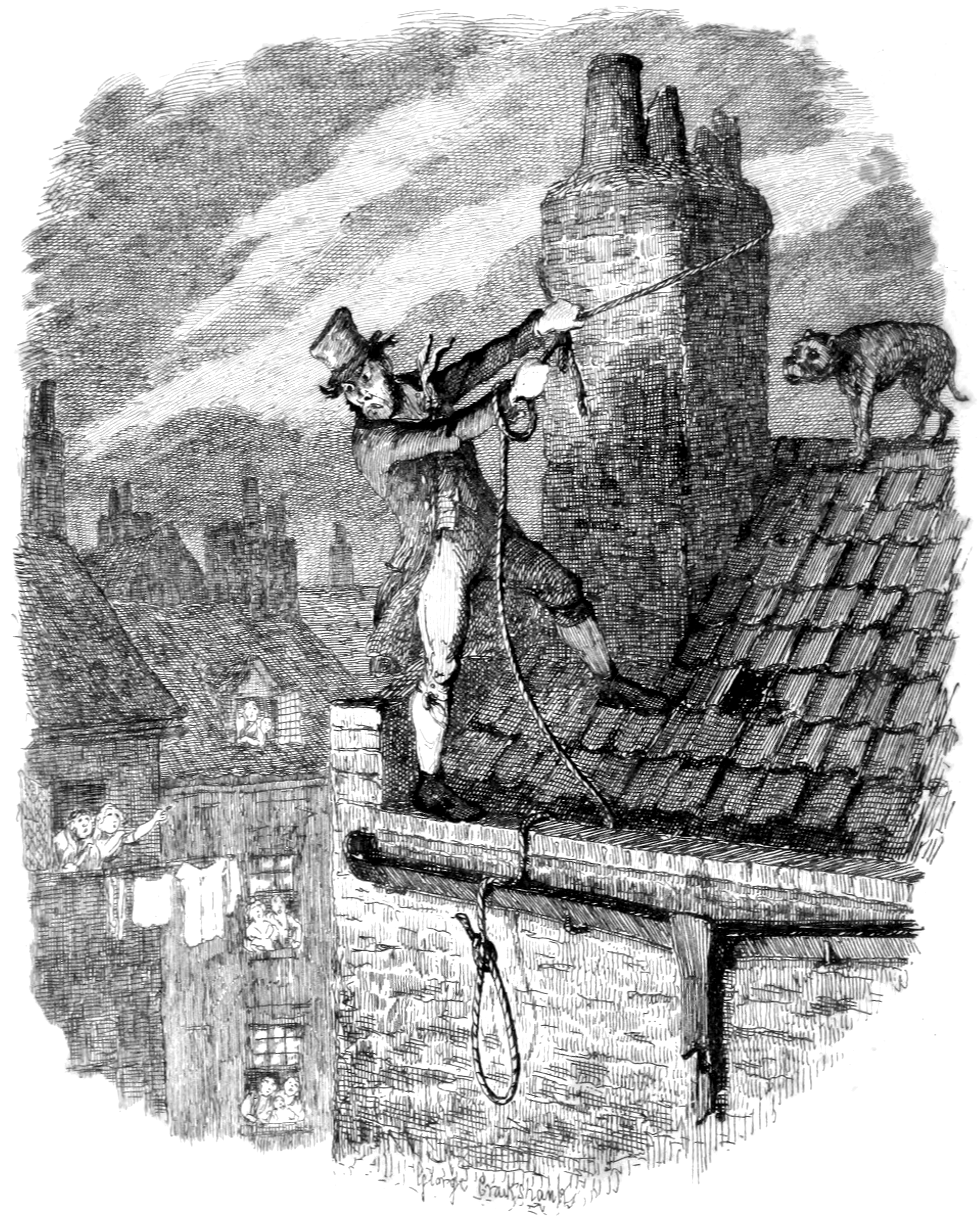
Bill Sikes se marně snaží uprchnout

Oliver šťastně žije u Maylieových, jenže netuší, že se v chudobinci panu Bumbleovi svěří umírající žena, jak okradla Oliverovu matku o malý přívěsek, který dokazuje Oliverův původ a vazby na Monkse. Pan Bumble situace využije a prodá přívěsek Edwardu Leefordovi zvanému Monks. Ten jako první odhaluje pravdu, chopí se šance a přívěsku se ještě ten den zbavuje.
Mezitím se stane, že členka bandy zlodějíčků pana Fagina, Nancy, odhalí pravý Oliverův původ a nechtěně vyslechne rozhovor starého Žida s Monksem. Je zmatená a neví, co má dělat. Nakonec vyhledá ženu, která se právě o Olivera stará – Rózu Maylieovou, a se vším se jí svěří. Aby však její příběh dával smysl, musí jí bohužel vysvětlit i okolnosti s tím vším spojené, načež ji Róza nabádá, aby od bandy zlodějíčků pana Fagina odešla, Nancy však odmítá (hlavně a možná jen kvůli Billovi Sikesovi). Na svou dobročinnost ovšem Nancy doplácí. Sikes se dozví, co všechno prozradila, a zabije ji. Zhnusen svým činem pak prchá. Její tělo pak policie najde už mrtvé.
Oliver se v rozhovoru s Rózou Maylieovou dostává ke své minulosti. Je odkázán zpět na pana Brownlowa, a tak ho navštíví. Zde se z míry úplně vyvedený Oliver dozvídá, že jeho otec byl velmi bohatý a zanechal po svém příteli Brownlowovi peníze svým dvěma synům tak, aby každý z nich dostal polovinu.
Dědictví je tedy rozděleno a Monks odjíždí do Nového světa, kde peníze rychle utratí a zemře ve vězení. Fagin je dopaden a odsouzen k smrti oběšením. Manželé Bumblovi jsou zbaveni svého úředního místa, upadají do bídy a nouze a skončí jako obecní chovanci ve špitále, kterému dříve "vládli".
Následně vyjde najevo, že Róza Maylieová je sestra Oliverovy matky, tedy jeho teta. Bere si za muže syna paní Maylieové, Harryho Mayliena. A Olivera adoptuje pan Brownlowe, který se i s Oliverem přestěhuje do blízkosti domu Maylieových.
Zde Oliver poprvé v životě dosahuje životního klidu, vyrovnanosti a pochopení.

## Hlavní postavy
- Oliver Twist – hlavní hrdina, mladý sirotek vyrůstající v chudobinci
- Fagin – starý protřelý Žid, který vede skupinu mladých zlodějů
- Bill Sikes – brutální zloděj a surovec, zavraždil Nancy
- John Dawkins alias Ferina Lišák – jeden z mladých zlodějů, zaučuje Olivera
- Čódl Bates – veselý zlodějíček ve službách Faginových
- Nancy – Billova společnice, odhaluje Oliverův původ
- Noe Claypole – učedník Sowerberryho, nesnáší Olivera a chce ho dostat pryč. Později Sowerberryho okrade a přidá se k Faginovi jako špeh.
- Pan Brownlow – dobrodušný starý pán, Oliverův zachránce, později ho adoptuje
- Edward Leeford alias Monks – Oliverův nevlastní bratr, chce zničit Olivera a získat tak dědictví
- Pan Losberne – milý doktor a přítel rodiny Mayliů s prudkou povahou
- Paní Maylieová – hodná stará paní, jež adoptuje Rózu. Pečuje o Olivera poté, co byl v jejím domě při krádeži postřelen
- Róza Maylieová – citlivá a laskavá dívka adoptovaná paní Mayliovou, později se zjistí že je Oliverova teta
- Pan Bumble – namyšlený obecní serbus, později vedoucí špitálu, skončí v chudobinci
- Pan Sowerberry – hodný majitel pohřebního ústavu, nechá se však ovlivňovat svou ženou
- Paní Sowerberryová – manželka Sowerberryho, stojí na straně Noa a chce Olivera vypudit
- Paní Bedwinová – milá hospodyně pana Brownlowa
- Pan Grimwig – přítel pana Brownlowa, nevěří v Oliverovu poctivost
- Karolína – služka, kuchařka u paní Sowerberryové, miluje Noea Claypolea

## Rozbor

### Hlavní témata
Oliver Twist, podobně jako většina Dickensových děl, poukazuje na negativní dopady průmyslové revoluce na anglickou společnost v 19. století. Všímá si především nepředstavitelných sociálních rozdílů mezi lidmi, které jsou podmíněny nespravedlivým a zkorumpovaným politickým systémem, a nemožnosti změnit své společenské postavení. Autor v díle hojně využívá sarkasmus a ironii v kombinaci s realistickými popisy života mezi chudinou, jejichž prostřednictvím kritizuje tehdejší anglickou společnost a fungování státu.

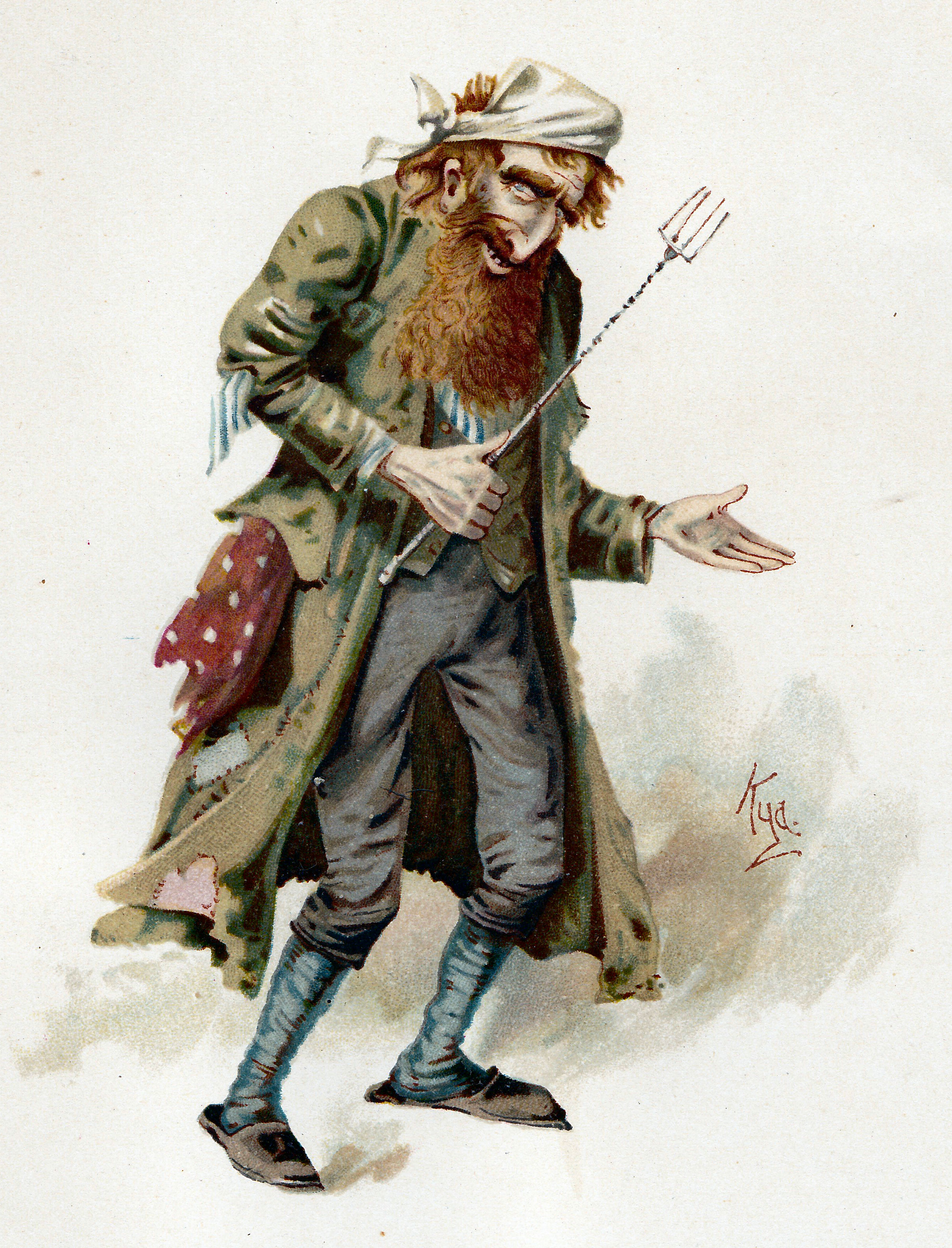
Prohnaný Fagin vykazuje jistou podobu se satanem

Symbolický význam má v románu i fakt, že všichni členové gangu, Bill Sikes, Monks, pan Bumble a další antagonisté příběhu mluví velmi nespisovným jazykem a místy téměř nesrozumitelným nářečím. Naopak Oliver, ačkoliv v tomto prostředí vyrůstal, hovoří vždy spisovně. To značí jeho čistý charakter a skutečnost, že do takové skupiny osob nepatří.

### Postavy
Protagonista příběhu, ač již v raném věku musí podstoupit náročné zkoušky, nikdy nepodlehne zlu, které představuje zlotřilý zločinecký gang i krutý pan Bumble. Zachová si svou přirozenou dobrosrdečnost, za což je později náležitě odměněn setkáním s vlídnými lidmi, s nimiž utvoří rodinu. Dickens však zároveň smrtí Oliverova podvyživeného kamaráda z chudobince Dicka zdůrazňuje, že ne každé dítě má takové štěstí.
Naproti tomu staří zloduchové Bill Sikes a Fagin neujdou zaslouženému trestu. Podle některých zdrojů je druhý zmiňovaný dokonce ztělesněním satana, neboť za ty roky zničil životy mnoha nevinných dětí a i před smrtí se zarytě odmítá modlit. Mladý Čódl Bates, dosud úplně nezkažený, se ještě stihne napravit. 
Rozporuplným charakterem je pak Nancy, jež v důsledku Faginovy výchovy napáchala mnoho zločinů a zamilovala se do násilníka Sikese. I přes to si zachovala jisté morální hodnoty, díky čemuž významně přispěje k dopadení gangu. K Sikesovi však za ty roky získala pevné pouto a odmítá jej opustit, za což zaplatí životem.

## Kontroverze
Charles Dickens byl po vydání románu obviněn z antisemitismu, neboť Fagin je vyobrazen jako stereotypní židovský zločinec. Je popisován jako vypočítavý a chamtivý stařec s hákovitým nosem a špinavým zevnějškem, což odpovídá tehdejším antisemitským stereotypům.
Dickens na svou obranu tvrdil, že neměl v úmyslu být antisemitský, a poukazoval na to, že postavu vytvořil na základě skutečného zločince židovského původu Ikeyho Solomona. Po kritice však začal své názory přehodnocovat. V pozdějších vydáních omezil používání slova "žid", a v posledních letech života dokonce vytvořil kladnou židovskou postavu (pan Riah) v románu Náš společný přítel.